# NGC 5557
NGC 5557 è una galassia nella costellazione del Boote.
È un oggetto sfuggente, individuabile 3 gradi a SW della stella γ Bootis, dove si presenta insieme ad un gruppetto di galassie più deboli. Si tratta di una galassia ellittica di medie dimensioni, individuabile solo con un telescopio newtoniano, nel quale si mostra come una chiazza leggermente ellissoidale disposta in senso NE-SW, con un nucleo molto luminoso e predominante. Dista dalla Via Lattea 160 milioni di anni-luce.